# Campeonato Mundial de Media Maratón de 2014
El Campeonato Mundial de Media Maratón Copenhague 2014 fue una competición de media maratón organizada por la Asociación Internacional de Federaciones de Atletismo (siglas IAAF en inglés). La 21.ª edición tuvo lugar el día 29 de marzo de 2014 en Copenhague, Dinamarca. Se inscribieron oficialmente 229 atletas provenientes de 58 países. La ruta de la carrera partía y culminaba en el centro de ciudad, por las inmediaciones del Palacio de Christiansborg.

## Medallero
| Evento                  | Oro                                   | Plata                           | Bronce                                |
| ----------------------- | ------------------------------------- | ------------------------------- | ------------------------------------- |
| Individual              |                                       |                                 |                                       |
| Media maratón masculina | Geoffrey Kipsang Kamworor Kenia 59:08 | Samuel Tsegay Eritrea 59:21     | Guye Adola Etiopía 59:21              |
| Media maratón femenina  | Gladys Cherono Kenia 1:07:29          | Mary Wacera Ngugi Kenia 1:07:44 | Selly Chepyego Kaptich Kenia 11:07:52 |
| Por equipos             |                                       |                                 |                                       |
| Media maratón masculina | Eritrea 2:58:59                       | Kenia 2:59:38                   | Etiopía 3:00:48                       |
| Media maratón femenina  | Kenia 3:23:05                         | Etiopía 3:27:05                 | Japón 3:31:33                         |

## Resultados

### Media maratón masculina
Los resultados de la carrera de media maratón masculina fueron los siguientes:
| Rank                                | Nombre                    | País                | Tiempo  | Notas           |
| ----------------------------------- | ------------------------- | ------------------- | ------- | --------------- |
| Medalla de oro, Juegos Olímpicos    | Geoffrey Kipsang Kamworor | Kenia               | 59:08   | World Leader    |
| Medalla de plata, Juegos Olímpicos  | Samuel Tsegay             | Eritrea             | 59:21   | Personal Best   |
| Medalla de bronce, Juegos Olímpicos | Guye Adola                | Etiopía             | 59:21   | Personal Best   |
| 4                                   | Zersenay Tadese           | Eritrea             | 59:38   | Season Best     |
| 5                                   | Nguse Amlosom             | Eritrea             | 1:00:00 |                 |
| 6                                   | Wilson Kiprop             | Kenia               | 1:00:01 |                 |
| 7                                   | Ghirmay Ghebreslassie     | Eritrea             | 1:00:10 | Season Best     |
| 8                                   | Samsom Gebreyohannes      | Eritrea             | 1:00:13 | Personal Best   |
| 9                                   | Adugna Tekele             | Etiopía             | 1:00:15 | Personal Best   |
| 10                                  | Kenneth Kiprop Kipkemoi   | Kenia               | 1:00:29 | Season Best     |
| 11                                  | Geofrey Kusuro            | Uganda              | 1:00:41 | Personal Best   |
| 12                                  | Stephen Mokoka            | Sudáfrica           | 1:00:47 | Personal Best   |
| 13                                  | Elroy Gelant              | Sudáfrica           | 1:01:10 | Personal Best   |
| 14                                  | Bonsa Dida                | Etiopía             | 1:01:12 | Personal Best   |
| 15                                  | Lusapho April             | Sudáfrica           | 1:01:16 | Personal Best   |
| 16                                  | Polat Kemboi Arıkan       | Turquía             | 1:01:22 | Récord nacional |
| 17                                  | Ayad Lamdassem            | España              | 1:01:22 | Personal Best   |
| 18                                  | Masato Kikuchi            | Japón               | 1:01:23 |                 |
| 19                                  | Fikre Assefa              | Etiopía             | 1:01:30 | Personal Best   |
| 20                                  | El Hassane Ben Lkhainouch | Francia             | 1:01:31 | Personal Best   |
| 21                                  | Josphat Boit              | Estados Unidos      | 1:01:33 | Personal Best   |
| 22                                  | Simon Cheprot             | Kenia               | 1:01:37 |                 |
| 23                                  | Isaac Korir               | Baréin              | 1:01:40 | Personal Best   |
| 24                                  | Robert Kwemoi Chemosin    | Kenia               | 1:01:43 |                 |
| 25                                  | Alemu Bekele              | Baréin              | 1:01:46 | Personal Best   |
| 26                                  | Daniel Rotich             | Uganda              | 1:01:56 | Season Best     |
| 27                                  | Daniele Meucci            | Italia              | 1:01:57 | Season Best     |
| 28                                  | Shogo Nakamura            | Japón               | 1:01:57 | Personal Best   |
| 29                                  | Moses Kibet               | Uganda              | 1:02:02 | Personal Best   |
| 30                                  | Paul Pollock              | Irlanda             | 1:02:10 | Personal Best   |
| 31                                  | James Kibocha Theuri      | Francia             | 1:02:11 | Season Best     |
| 32                                  | Wissem Hosni              | Túnez               | 1:02:11 | Season Best     |
| 33                                  | Tyler Pennel              | Estados Unidos      | 1:02:20 |                 |
| 34                                  | Abdi Hakin Ulad           | Dinamarca           | 1:02:24 | Personal Best   |
| 35                                  | Matt Llano                | Estados Unidos      | 1:02:25 |                 |
| 36                                  | Hiroto Inoue              | Japón               | 1:02:25 |                 |
| 37                                  | José Antonio Uribe        | México              | 1:02:26 | Personal Best   |
| 38                                  | Javier Guerra             | España              | 1:02:27 | Personal Best   |
| 39                                  | Shadrack Kiptoo Biwott    | Estados Unidos      | 1:02:28 |                 |
| 40                                  | Mikael Ekvall             | Suecia              | 1:02:29 | Récord nacional |
| 41                                  | Félicien Muhitira         | Ruanda              | 1:02:31 | Personal Best   |
| 42                                  | Raouf Boubaker            | Túnez               | 1:02:41 | Personal Best   |
| 43                                  | Bekir Karayel             | Turquía             | 1:02:48 | Personal Best   |
| 44                                  | Urige Buta                | Noruega             | 1:02:50 | Season Best     |
| 45                                  | Simone Gariboldi          | Italia              | 1:02:51 | Personal Best   |
| 46                                  | Fernando Cabada Jr        | Estados Unidos      | 1:02:54 |                 |
| 47                                  | Alexis Nizeyimana         | Ruanda              | 1:02:55 | Season Best     |
| 48                                  | Abdullah Abdulaziz Aljoud | Arabia Saudita      | 1:02:58 | Récord nacional |
| 49                                  | Oscar Cerón               | México              | 1:02:58 | Personal Best   |
| 50                                  | Aweke Ayalew              | Baréin              | 1:03:01 | Personal Best   |
| 51                                  | Bilisuma Shugi            | Baréin              | 1:03:02 | Personal Best   |
| 52                                  | Juan Carlos Romero        | México              | 1:03:10 |                 |
| 53                                  | Sohta Hoshi               | Japón               | 1:03:29 |                 |
| 54                                  | Abdellatif Meftah         | Francia             | 1:03:46 | Season Best     |
| 55                                  | Félix Ntirenganya         | Ruanda              | 1:03:48 | Personal Best   |
| 56                                  | Kenta Murayama            | Japón               | 1:03:52 |                 |
| 57                                  | Marius Ionescu            | Rumania             | 1:03:54 | Season Best     |
| 58                                  | Isaac Ayeko               | Uganda              | 1:03:56 |                 |
| 59                                  | Asbjørn Ellefsen Persen   | Noruega             | 1:03:56 | Personal Best   |
| 60                                  | Gianmarco Buttazzo        | Italia              | 1:03:59 |                 |
| 61                                  | Lars Budolfsen            | Dinamarca           | 1:04:00 | Personal Best   |
| 62                                  | Jesper Faurschou          | Dinamarca           | 1:04:01 | Personal Best   |
| 63                                  | Nicolae Alexandru Soare   | Rumania             | 1:04:07 | Personal Best   |
| 64                                  | Ben Moreau                | Reino Unido         | 1:04:09 | Season Best     |
| 65                                  | Jesús Antonio Núñez       | España              | 1:04:12 | Personal Best   |
| 66                                  | Brihun Wuve               | Israel              | 1:04:37 | Personal Best   |
| 67                                  | Mehmet Çağlayan           | Turquía             | 1:04:54 | Season Best     |
| 68                                  | Rubén Iindongo            | Francia             | 1:04:59 | Season Best     |
| 69                                  | Driss El Himer            | Francia             | 1:05:00 | Season Best     |
| 70                                  | Janis Girgensons          | Letonia             | 1:05:11 | Personal Best   |
| 71                                  | Hussein Habumugisha       | Ruanda              | 1:05:11 | Season Best     |
| 72                                  | Kári Steinn Karlsson      | Islandia            | 1:05:13 | Récord nacional |
| 73                                  | Roman Fosti               | Estonia             | 1:05:14 | Personal Best   |
| 74                                  | Øystein Sylta             | Noruega             | 1:05:19 | Season Best     |
| 75                                  | Anuradha Cooray           | Sri Lanka           | 1:05:20 | Récord nacional |
| 76                                  | Fatih Bilgiç              | Turquía             | 1:05:26 | Season Best     |
| 77                                  | Demsew Zegeye             | Israel              | 1:05:27 | Personal Best   |
| 78                                  | Raúl Pacheco              | Perú                | 1:05:30 |                 |
| 79                                  | Maksim Pankratau          | Bielorrusia         | 1:05:32 | Season Best     |
| 80                                  | Zelalem Bacha             | Baréin              | 1:05:47 | Personal Best   |
| 81                                  | Luis Alberto Orta         | Venezuela           | 1:05:47 | Season Best     |
| 82                                  | Dmytro Siruk              | Ucrania             | 1:05:57 | Personal Best   |
| 83                                  | Zohar Zimro               | Israel              | 1:06:04 | Personal Best   |
| 84                                  | César Lizano              | Costa Rica          | 1:06:07 | Season Best     |
| 85                                  | Cristhian Pacheco         | Perú                | 1:06:07 | Personal Best   |
| 86                                  | Yimharan Yosef            | Israel              | 1:06:29 | Personal Best   |
| 87                                  | Ben Ashkettle             | Nueva Zelanda       | 1:06:39 | Season Best     |
| 88                                  | Juraj Vitko               | Eslovaquia          | 1:06:48 |                 |
| 89                                  | Jarkko Järvenpää          | Finlandia           | 1:07:04 | Season Best     |
| 90                                  | El Akhdar Hachani         | Túnez               | 1:08:06 | Season Best     |
| 91                                  | Yolo Nikolov              | Bulgaria            | 1:08:09 | Personal Best   |
| 92                                  | Esteban Cuestas           | Uruguay             | 1:08:12 | Season Best     |
| 93                                  | Rui Yong Soh              | Singapur            | 1:08:19 | Personal Best   |
| 94                                  | Rafael Iglesias           | España              | 1:08:29 |                 |
| 95                                  | Theis Nijhuis             | Dinamarca           | 1:08:38 | Season Best     |
| 96                                  | Asrat Mamo                | Israel              | 1:08:53 | Personal Best   |
| 97                                  | Mert Girmalegesse         | Turquía             | 1:09:16 |                 |
| 98                                  | Arnar Pétursson           | Islandia            | 1:09:45 | Personal Best   |
| 99                                  | Andrew Grech              | Malta               | 1:10:10 | Récord nacional |
| 100                                 | Ortik Ramazonov           | Uzbekistán          | 1:10:14 | Personal Best   |
| 101                                 | Mok Ying Ren              | Singapur            | 1:10:16 | Season Best     |
| 102                                 | Johannes Naitembu         | Namibia             | 1:10:27 | Season Best     |
| 103                                 | Arturs Bareikis           | Letonia             | 1:11:03 | Season Best     |
| 104                                 | Khasan Gaforov            | Tayikistán          | 1:11:21 |                 |
| 105                                 | Marcel Tschopp            | Liechtenstein       | 1:11:25 | Season Best     |
| 106                                 | Kokan Ajanovski           | Macedonia del Norte | 1:12:01 | Récord nacional |
| 107                                 | Ilir Kellezi              | Albania             | 1:15:00 | Season Best     |
| 108                                 | Chan Kit Chan             | Macao               | 1:19:24 | Season Best     |
| 109                                 | Chang Chia-Che            | Taiwán              | 1:54:51 | Season Best     |
| —                                   | Ingvar Hjartarson         | Islandia            | DNF     |                 |
| —                                   | Ilja Nikolajev            | Estonia             | DNF     |                 |
| —                                   | Henrik Them               | Dinamarca           | DNF     |                 |
| —                                   | Tebalu Zawude             | Etiopía             | DNF     |                 |

### Media maratón femenina
Los resultados de la carrera de media maratón femenina fueron los siguientes:
| Rank                                | Nombre                    | País                | Tiempo  | Notas           |
| ----------------------------------- | ------------------------- | ------------------- | ------- | --------------- |
| Medalla de oro, Juegos Olímpicos    | Gladys Cherono            | Kenia               | 1:07:29 | Season Best     |
| Medalla de plata, Juegos Olímpicos  | Mary Wacera Ngugi         | Kenia               | 1:07:44 | Personal Best   |
| Medalla de bronce, Juegos Olímpicos | Selly Chepyego Kaptich    | Kenia               | 1:07:52 | Personal Best   |
| 4                                   | Lucy Wangui Kabuu         | Kenia               | 1:08:37 | Season Best     |
| 5                                   | Mercy Jerotich Kibarus    | Kenia               | 1:08:42 | Season Best     |
| 6                                   | Netsanet Gudeta           | Etiopía             | 1:08:46 | Personal Best   |
| 7                                   | Christelle Daunay         | Francia             | 1:08:48 | Season Best     |
| 8                                   | Valeria Straneo           | Italia              | 1:08:55 | Season Best     |
| 9                                   | Tsehay Desalegn           | Etiopía             | 1:09:04 | Personal Best   |
| 10                                  | Genet Yalew               | Etiopía             | 1:09:15 | Personal Best   |
| 11                                  | Krisztina Papp            | Hungría             | 1:10:08 |                 |
| 12                                  | Mame Feyisa               | Etiopía             | 1:10:08 | Personal Best   |
| 13                                  | Annie Bersagel            | Estados Unidos      | 1:10:10 | Personal Best   |
| 14                                  | Lauren Kleppin            | Estados Unidos      | 1:10:16 | Personal Best   |
| 15                                  | Sayo Nomura               | Japón               | 1:10:18 | Season Best     |
| 16                                  | Hirut Alemayehu           | Etiopía             | 1:10:25 | Personal Best   |
| 17                                  | Risa Takenaka             | Japón               | 1:10:30 |                 |
| 18                                  | Alyson Dixon              | Reino Unido         | 1:10:38 | Personal Best   |
| 19                                  | Reia Iwade                | Japón               | 1:10:45 | Season Best     |
| 20                                  | Karoline Bjerkeli Grøvdal | Noruega             | 1:10:53 | Season Best     |
| 21                                  | Alessandra Aguilar        | España              | 1:10:56 | Personal Best   |
| 22                                  | Verónica Inglese          | Italia              | 1:10:57 | Personal Best   |
| 23                                  | Lisa Christina Stublić    | Croacia             | 1:11:09 |                 |
| 24                                  | Chieko Kido               | Japón               | 1:11:17 |                 |
| 25                                  | Souad Aït Salem           | Argelia             | 1:11:23 |                 |
| 26                                  | Gladys Tejeda             | Perú                | 1:11:24 | Récord nacional |
| 27                                  | René Kalmer               | Sudáfrica           | 1:11:53 | Season Best     |
| 28                                  | Jia Chaofeng              | China               | 1:11:59 |                 |
| 29                                  | Nadia Ejjafini            | Italia              | 1:12:05 | Season Best     |
| 30                                  | Alexandra Louison         | Francia             | 1:12:06 | Personal Best   |
| 31                                  | Letekidan Gebreaman       | Eritrea             | 1:12:13 | Personal Best   |
| 32                                  | Isabellah Andersson       | Suecia              | 1:12:16 | Season Best     |
| 33                                  | He Yinli                  | China               | 1:12:18 |                 |
| 34                                  | Clara Santucci            | Estados Unidos      | 1:12:22 | Personal Best   |
| 35                                  | Barkahoum Drici           | Argelia             | 1:12:34 |                 |
| 36                                  | Mattie Suver              | Estados Unidos      | 1:12:42 | Season Best     |
| 37                                  | Luula Berhane             | Eritrea             | 1:12:45 | Personal Best   |
| 38                                  | Fatna Maraoui             | Italia              | 1:12:50 | Season Best     |
| 39                                  | Jessica Draskau-Petersson | Dinamarca           | 1:12:52 | Personal Best   |
| 40                                  | Susan Partridge           | Reino Unido         | 1:13:16 |                 |
| 41                                  | Verónica Pérez            | España              | 1:13:26 | Personal Best   |
| 42                                  | Zhang Yingying            | China               | 1:13:26 |                 |
| 43                                  | Linet Chebet              | Uganda              | 1:13:28 | Personal Best   |
| 44                                  | Wendy Thomas              | Estados Unidos      | 1:14:07 |                 |
| 45                                  | Leila Luik                | Estonia             | 1:14:18 | Season Best     |
| 46                                  | Liina Luik                | Estonia             | 1:14:18 | Personal Best   |
| 47                                  | Jenna Leigh Challenor     | Sudáfrica           | 1:14:20 | Personal Best   |
| 48                                  | Rina Yamazaki             | Japón               | 1:14:20 |                 |
| 49                                  | Veronika Brennhovd Blom   | Noruega             | 1:14:22 | Personal Best   |
| 50                                  | Zhang Meixia              | China               | 1:14:24 |                 |
| 51                                  | Lena Eliasson             | Suecia              | 1:14:28 | Personal Best   |
| 52                                  | Lavinia Haitope           | Namibia             | 1:14:42 | Personal Best   |
| 54                                  | Soumaya Boussaïd          | Túnez               | 1:15:12 | Récord nacional |
| 55                                  | Corinne Herbreteau        | Francia             | 1:15:27 |                 |
| 56                                  | Yue Chao                  | China               | 1:15:53 |                 |
| 57                                  | Rocío Cántara             | Perú                | 1:15:54 | Personal Best   |
| 58                                  | Elvan Abeylegesse         | Turquía             | 1:15:58 | Season Best     |
| 59                                  | Louise Langelund Batting  | Dinamarca           | 1:16:18 | Personal Best   |
| 60                                  | Nicolasa Condori          | Perú                | 1:16:35 | Season Best     |
| 61                                  | Luminita Georgiana Achim  | Rumania             | 1:16:45 | Personal Best   |
| 62                                  | Bahar Doğan               | Turquía             | 1:17:00 |                 |
| 63                                  | Nebiat Habtemariam        | Eritrea             | 1:17:00 | Season Best     |
| 64                                  | Volha Krautsova           | Bielorrusia         | 1:17:05 | Season Best     |
| 65                                  | Anne Holm Baumeister      | Dinamarca           | 1:17:06 | Season Best     |
| 66                                  | Cornelia Joubert          | Sudáfrica           | 1:17:10 | Season Best     |
| 67                                  | Simone Christensen Glad   | Dinamarca           | 1:17:11 | Personal Best   |
| 68                                  | Marthe Katrine Myhre      | Noruega             | 1:17:28 |                 |
| 69                                  | Aline Camboulives         | Francia             | 1:17:46 | Season Best     |
| 70                                  | Liliana María Danci       | Rumania             | 1:18:03 | Season Best     |
| 71                                  | Tonya Nero                | Trinidad y Tobago   | 1:18:26 | Season Best     |
| 72                                  | Annemette Aagaard         | Dinamarca           | 1:18:48 | Season Best     |
| 73                                  | Nilay Esen                | Turquía             | 1:19:08 |                 |
| 74                                  | Claudia Paula Todoran     | Rumania             | 1:19:10 |                 |
| 75                                  | Gabriela Traña            | Costa Rica          | 1:19:25 | Season Best     |
| 76                                  | Arndi Háfdórsdóttir       | Islandia            | 1:20:02 | Personal Best   |
| 77                                  | Yiu Kit Ching             | Hong Kong           | 1:20:28 | Personal Best   |
| 78                                  | Kateryna Karmanenko       | Ucrania             | 1:20:53 | Season Best     |
| 79                                  | Elena Moaga               | Rumania             | 1:22:45 | Season Best     |
| 80                                  | Giselle Camilleri         | Malta               | 1:23:41 |                 |
| 81                                  | Irina Moroz               | Uzbekistán          | 1:23:46 | Personal Best   |
| 82                                  | Martha Ernstsdóttir       | Islandia            | 1:24:24 | Season Best     |
| 83                                  | Sandrine Kengue           | Gabón               | 1:24:37 | Season Best     |
| 84                                  | Helen Olafsdóttir         | Islandia            | 1:24:41 | Season Best     |
| 85                                  | Carlie Pipe               | Barbados            | 1:32:58 | Récord nacional |
| 86                                  | Kathrin Gassner           | Liechtenstein       | 1:36:13 | Personal Best   |
| 87                                  | Pou I Chan                | Macao               | 1:36:35 | Personal Best   |
| 88                                  | Shamha Ahmed              | Maldivas            | 1:42:04 | Récord nacional |
| —                                   | Vesna Kiradzieva          | Macedonia del Norte | DNF     |                 |
| —                                   | Nicola Duncan             | Irlanda             | DNS     |                 |

## Resultados por equipos

### Media maratón masculina
La clasificación final por equipos de la carrera de media maratón masculina fue la siguiente:
| Rank                                | País           | Equipo                                                           | Tiempo  |
| ----------------------------------- | -------------- | ---------------------------------------------------------------- | ------- |
| Medalla de oro, Juegos Olímpicos    | Eritrea        | Samuel Tsegay Zersenay Tadese Nguse Amlosom                      | 2:58:59 |
| Medalla de plata, Juegos Olímpicos  | Kenia          | Geoffrey Kipsang Kamworor Wilson Kiprop Kenneth Kiprop Kipkemoi  | 2:59:38 |
| Medalla de bronce, Juegos Olímpicos | Etiopía        | Guye Adola Adugna Tekele Bonsa Dida                              | 3:00:48 |
| 4                                   | Sudáfrica      | Stephen Mokoka Elroy Gelant Lusapho April                        | 3:03:13 |
| 5                                   | Uganda         | Geofrey Kusuro Daniel Rotich Moses Kibet                         | 3:04:39 |
| 6                                   | Japón          | Masato Kikuchi Shogo Nakamura Hiroto Inoue                       | 3:05:45 |
| 7                                   | Estados Unidos | Josphat Boit Tyler Pennel Matt Llano                             | 3:06:18 |
| 8                                   | Baréin         | Isaac Korir Alemu Bekele Aweke Ayalew                            | 3:06:27 |
| 9                                   | Francia        | El Hassane Ben Lkhainouch James Kibocha Theuri Abdellatif Meftah | 3:07:28 |
| 10                                  | España         | Ayad Lamdassem Javier Guerra Jesús Antonio Núñez                 | 3:08:01 |
| 11                                  | México         | José Antonio Uribe Oscar Cerón Juan Carlos Romero                | 3:08:34 |
| 12                                  | Italia         | Daniele Meucci Simone Gariboldi Gianmarco Buttazzo               | 3:08:47 |
| 13                                  | Turquía        | Polat Kemboi Arıkan Bekir Karayel Mehmet Çağlayan                | 3:09:04 |
| 14                                  | Ruanda         | Félicien Muhitira Alexis Nizeyimana Felix Ntirenganya            | 3:09:14 |
| 15                                  | Dinamarca      | Abdi Hakin Ulad Lars Budolfsen Jesper Faurschou                  | 3:10:25 |
| 16                                  | Noruega        | Urige Buta Asbjørn Ellefsen Persen Øystein Sylta                 | 3:12:05 |
| 17                                  | Túnez          | Wissem Hosni Raouf Boubaker El Akhdar Hachani                    | 3:12:58 |
| 18                                  | Israel         | Brihun Wuve Demsew Zegeye Zohar Zimro                            | 3:16:08 |

### Media maratón femenina
La clasificación final por equipos de la carrera de media maratón femenina fue la siguiente:
| Rank                                | País           | Equipo                                                                  | Tiempo  |
| ----------------------------------- | -------------- | ----------------------------------------------------------------------- | ------- |
| Medalla de oro, Juegos Olímpicos    | Kenia          | Gladys Cherono Mary Wacera Ngugi Selly Chepyego Kaptich                 | 3:23:05 |
| Medalla de plata, Juegos Olímpicos  | Etiopía        | Netsanet Gudeta Tsehay Desalegn Genet Yalew                             | 3:27:05 |
| Medalla de bronce, Juegos Olímpicos | Japón          | Sayo Nomura Risa Takenaka Reia Iwade                                    | 3:31:33 |
| 4                                   | Italia         | Valeria Straneo Veronica Inglese Nadia Ejjafini                         | 3:31:57 |
| 5                                   | Estados Unidos | Annie Bersagel Lauren Kleppin Clara Santucci                            | 3:32:48 |
| 6                                   | Francia        | Christelle Daunay Alexandra Louison Corinne Herbreteau                  | 3:36:21 |
| 7                                   | China          | Jia Chaofeng He Yinli Zhang Yingying                                    | 3:37:43 |
| 8                                   | Eritrea        | Letekidan Gebreaman Luula Berhane Nebiat Habtemariam                    | 3:41:58 |
| 9                                   | Noruega        | Karoline Bjerkeli Grøvdal Veronika Brennhovd Blom Marthe Katrine Myhre  | 3:42:43 |
| 10                                  | Sudáfrica      | René Kalmer Jenna Leigh Challenor Cornelia Joubert                      | 3:43:23 |
| 11                                  | Perú           | Gladys Tejeda Rocío Cántara Nicolasa Condori                            | 3:43:53 |
| 12                                  | Dinamarca      | Jessica Draskau-Petersson Louise Langelund Batting Anne Holm Baumeister | 3:46:16 |
| 13                                  | Turquía        | Elvan Abeylegesse Bahar Doğan Nilay Esen                                | 3:52:06 |
| 14                                  | Rumania        | Luminita Georgiana Achim Liliana Maria Danci Claudia Paula Todoran      | 3:53:58 |
| 15                                  | Islandia       | Arndi Háfdórsdóttir Martha Ernstsdóttir Helen Olafsdóttir               | 4:09:07 |

## Tabla de medallas
| Rank               | País               | Oro | Plata | Bronce | Total |
| ------------------ | ------------------ | --- | ----- | ------ | ----- |
| 1                  | Kenia              | 3   | 2     | 1      | 6     |
| 2                  | Eritrea            | 1   | 1     | 0      | 2     |
| 3                  | Etiopía            | 0   | 1     | 2      | 3     |
| 4                  | Japón              | 0   | 0     | 1      | 1     |
| Totales (4 países) | Totales (4 países) | 4   | 4     | 4      | 12    |

## Participación
Inicialmente se inscribieron al campeonato 229 atletas (131 hombres y 98 mujeres) provenientes de 58 países. Sin embargo, el número de participantes en el campeonato fue de 203 atletas de 56 países, pues los representantes de  Canadá y  Palestina no se presentaron.
- Albania
- Arabia Saudita
- Argelia
- Baréin
- Barbados
- Bielorrusia
- Bulgaria
- China
- Costa Rica
- Croacia
- Dinamarca
- Eritrea
- Eslovaquia
- España
- Estados Unidos
- Estonia
- Etiopía
- Finlandia
- Francia
- Gabón
- Hong Kong
- Hungría
- Islandia
- Irlanda
- Israel
- Italia
- Japón
- Kenia
- Letonia
- Liechtenstein
- Macao
- Macedonia del Norte
- Maldivas
- Malta
- México
- Namibia
- Nueva Zelanda
- Noruega
- Perú
- Rumania
- Ruanda
- Singapur
- Sudáfrica
- Sri Lanka
- Suecia
- Taiwán
- Tayikistán
- Trinidad y Tobago
- Túnez
- Turquía
- Uganda
- Ucrania
- Reino Unido
- Uruguay
- Uzbekistán
- Venezuela